# Воровской закон
Воровской закон (воровская вера, воровской кодекс, воровские понятия, блатные понятия) — неписаные правила и нормы поведения в воровском сообществе во времена Советского Союза и на постсоветском пространстве. Выработался в связи с обособленностью социальной группы преступников в условиях противодействия государству.

## Происхождение воровского закона
Из-за усиления борьбы с преступным элементом и преступным сообществом в СССР в 1930-х годах, усиливавшейся в связи с коллективизацией и голодом начала 30-х, преступные сообщества начали сплачиваться в более организованные группы. Основной сплачивающей силой преступного мира стала тенденция неполитического противодействия и неподчинения власти, а его элитой стали «воры в законе», которые называли себя хранителями криминальных традиций дореволюционной России.
В связи с этим воры в законе создали особый кодекс поведения, свои обычаи и традиции, в число которых вошли полное неприятие общественных норм и правил, в том числе связанных с семьёй (вор в законе ни в коем случае не должен был иметь постоянных связей с женщинами) и не менее полный запрет на какое бы то ни было сотрудничество с государственными органами: как в форме участия в проводимых ими общественных мероприятиях, так и содействия судебно-следственным органам в расследовании преступлений.
В 1940-х годах эти традиции, в конце концов, привели к почти полному уничтожению этого преступного сообщества в исторической форме: во время Великой Отечественной войны многие из «воров в законе» ответили согласием на предложение властей вступить в ряды Красной армии, чтобы защитить свою Родину от врага (так называемые «суки»). После победы над Германией они вернулись в лагеря, где между ними и «законниками», не отступившими от традиций преступной среды, началась так называемая «сучья война», в результате которой обе стороны понесли крайне значительные потери.

## Положения воровского закона
Воровской закон имеет несколько основных и следующих из них положений, обязательных к исполнению «правильными» людьми, входящими в данное сообщество. Всего имеется 6 основных положений:
1. Соблюдение и поддержка «воровской идеи»;
2. Быть честными по отношению друг к другу;
3. Вовлечение в свою среду новых людей, предпочтительно молодёжи;
4. Недопустимость быть прислугой правоохранительных органов и спецслужб;
5. Запрет на занятия политической деятельностью;
6. Установление власти воров в законе в ИТУ и СИЗО.
7. Наказание всех отступивших от воровского хода.
8. Кровная месть за изнасилование невиновного.

Из вышеперечисленных законов следуют дополнительные законы (понятия):
1. Отказ быть на побегушках у любых властных структур;
2. Никогда не давать показания;
3. Никогда не признавать вину;
4. «Держать» порядок в зоне, то есть разбирать конфликты, не допускать ссор и интриг, поножовщины и т. д.;
5. Наладить снабжение ШИЗО — ПКТ;
6. Пополнение воровского блага, то есть дани, собираемой со всех осуждённых, заключённых и других лиц;
7. Чтить родителей (особенно мать);
8. Учить «правильной» жизни молодёжь, разъяснять, что такое «правильные понятия»;
9. Никогда не прописываться по месту жительства;
10. Картёжная игра между ворами должна быть честной;
11. Запрет мстить исподтишка;
12. Не воровать у своих (не «крысятничать» у мужиков).
13. Не насиловать женщин

Из всех этих положений вытекает тюремный закон, то есть применение положений воровского закона во время нахождения в местах лишения свободы:
1. Выделять долю в общак;
2. Нельзя поднять руку на вора в законе, если он чёрный, при доказательстве, что вор красный, можно принять решение о его ликвидации;
3. Почитать старших;
4. Почитать родителей;
5. Непримиримое отношение к доносительству;
6. Запрет отнимать что угодно у кого угодно (особенно жизнь) без основания на то;
7. Запрет предъявлять обвинения без доказательств;
8. Запрет оскорблять любым образом;
9. Поддержка семейных людей;
10. Не вступать в секции, то есть не становиться красным;
11. Не воровать у своих.

В современной криминальной среде, после длительной напряжённой и практически бесконтрольной криминальной ситуации в 1990-х годах («лихие девяностые»), многочисленных случаев сращивания криминала с бизнесом и политикой, обращение многих ИТУ на «красную масть», в криминальной среде, как и в ИТУ, остались действительно приемлемыми только некоторые из вышеперечисленных правил, а именно:
1. Не воровать у своих (не «крысятничать»);
2. Выделять долю в общак;
3. Непримиримое отношение к доносительству.

### Наказания
За отступление, невыполнение или нарушение воровского закона и воровской веры полагаются наказания, вплоть до ликвидации. Отступления от воровского закона караются очень жестоко и неотвратимо, что лежит в основе хорошей организованности и сплочённости коллектива. Вынесенное на сходе воров в законе решение о наказании не может быть отменено, и будут приложены все усилия для выполнения приговора, более того, каждый «правильный» арестант (то есть соблюдающий закон), знающий о принятом наказании, встретивший увиливающего от него, обязан реализовать его. Для воров в законе предусмотрены три вида санкций, которые могут быть вынесены только на основе решения чёрной воровской сходки в результате так называемой «правилки», на которой сход воров в законе определяет, были ли нарушены воровские законы и какое наказание положено, если нарушение было:
1. За мелкие провинности и отступления от закона может быть присуждена публичная пощёчина, дать пощёчину может только равный, то есть тоже вор в законе;
2. За крупные провинности (в основном, связанные с нецелевым расходованием средств «общака», допущение беспредела на вверенной территории и т. д.) вор может быть «разворован», «раскоронован», то есть лишён статуса вора в законе и переведён в низший ранг «мужиков», обычно это проводится через публичное избиение палками;
3. За особые провинности вор в законе может быть убит либо изнасилован черенком от лопаты.

Если заключённый не принадлежит к высшей касте, то варианты наказания намного более разнообразны (в порядке усиления наказания): просто избиение; могут «дать по ушам», то есть человек лишается занимаемого статуса и переходит из категории блатных в категорию мужиков; заключённый может быть изгнан из группы и перестаёт пользоваться её поддержкой; ломание конечностей для заключённых, которые не могут отдать долг (включая карточный) или не по закону избивших кого-то; «парафин» — символический акт мужеложества в виде проведения по губам провинившегося половым членом; насильственный половой акт, который также переводит заключённого в самую презираемую группу т. н. «петухов», «обиженных» или «опущенных»; смерть — применяется редко, за самые грубые нарушения воровского закона, и должна быть санкционирована местным чёрным «смотрящим» или вором в законе, или решением местных авторитетов. Заключённый может отказаться от смерти и выбрать более лёгкий путь, будучи изнасилованным. Обычно выбирают смерть, дабы не пятнать свою честь и не опуститься до касты «петухов».

## «Понятия» организованных преступных группировок постсоветской России
Воровская этика представляла собой перенесение ценностей и правил тюремной жизни в жизнь на воле. Источником воровского авторитета были отбытые сроки заключения. «Понятия» же организованных преступных группировок постсоветской России сформировались на воле, поэтому они гораздо практичнее и рациональнее, без многочисленных запретов.
Социологи Светлана Стивенсон, Александр Салагаев, Александр Шашкин, Рустем Сафин в 2005 году опросили 32 членов различных организованных преступных группировок Казани в возрасте от 17 до 35 лет. Эти группировки «крышевали» игровые салоны, фирмы по «обналичке», таксистов и небольшие автотранспортные компании, а также перепродавали мобильные телефоны, контролировали проституцию, организовывали нелегальные уличные парковки, занимались продажей наркотиков. Группировкам принадлежали авторемонтные станции, кафе и магазины. Младшие члены группировок вымогали деньги у своих ровесников, занимались квартирными кражами.
Члены группировок называли их «школой жизни», сознавая себя «братвой», настоящим мужским братством, считали свои группировки сообществами, морально возвышающимся над современным городским обществом, в котором люди живут без правил («понятий»), думая только о собственных шкурных интересах.
В числе «понятий», по которым живут члены группировок («пацаны»), назывались такие предписания, как обязанность «пацана» быть физически сильным, не увлекаться алкоголем и не употреблять наркотики, драться, если его назовут торговцем («барыгой»). «Пацан» не имеет права убежать от тех, кто на него нападает, «пацаны» не могут драться с группой «непацанов», извиняться перед ними, даже если сами не правы, поскольку «пацан всегда прав». Он должен уметь «правильно говорить» и подкреплять свои высказывания ссылками на «понятия». «Пацан» должен отвечать за свои слова («следить за базаром»), все его намерения, утверждения, угрозы и обещания должны незамедлительно осуществляться. Так, достав оружие, «пацан» должен быть готов его применить. Если «пацану» задают вопрос, то он должен отвечать не задумываясь, не пытаясь увиливать и не отвечать вопросом на вопрос. «Пацан» должен делиться своими доходами с нуждающимися товарищами, даже с теми, кто отошел от повседневной жизни группировки. Однако, на деле большая часть из правил для «пацанов» не соблюдается начиная со второй половины нулевых годов.
По праву сильного члены группировок взимают «дань» с «барыг» и «лохов» как с подвластного населения. Это называется «загрузить по понятиям и развести на деньги». Теоретически «пацанами» осуждается «беспредел», однако моральные представления этого сообщества, по крайней мере, по отношению к «непацанам», весьма растяжимы. «Пацаны» могут обманывать, грабить и, если надо, убивать с весьма немногочисленными ограничениями.
Воровское сообщество советского периода определяло себя через непримиримое противостояние государству. В противоположность этому, члены преступных группировок постсоветской России ориентированы на поддержание широких связей с людьми, которые имеют формальную власть. Так, опрошенные социологами казанские члены группировок гордились своими родственными и соседскими связями с представителями полиции и местных властей (при том, что, конечно, доносить властям на членов группировки было категорически запрещено). Такие связи могли помочь им в бизнесе, уходе от уголовной ответственности, защитить в разных конфликтных ситуациях. Наличие родственника в полиции могло даже помочь «пацану» выйти из группировки без того, чтобы быть избитым, как это принято в таких случаях.
Осуществляя лишь минимально ограниченное представлениями о «беспределе» насилие по отношению к слабым и неорганизованным жертвам, «пацаны» с уважением относятся к тем, у кого есть влияние и власть.
Американский социолог Рэндалл Коллинз предложил использовать для описания уличных преступных группировок понятие патримониальных альянсов. Примерами такого типа социальной организации были отряды древнегреческих воинов, объединявшихся для совершения набегов на городские поселения, отряды викингов. В современных государствах такие альянсы до сих пор существуют там, где государственные институты не действуют либо их действие неэффективно.